# T.G.I. Fridays
T.G.I. Friday's (також відома за скороченням Friday's) — міжнародна мережа ресторанів американської кухні. Сьогодні існує майже 1000 ресторанів T.G.I. Friday's, розташованих більш ніж в 55 країнах світу.
T.G.I. Friday's з'явилася в Україні у 2002 році. В Україні діяли 2 заклади T.G.I. Friday's: у м. Києві (на Бесарабці) та в аеропорту «Бориспіль» (термінал F).
Мережею в Києві керувала російська компанія «Росінтер Ресторанз». У 2015 році всі ресторани T.G.I. Friday's в Києві було закрито.